# Bonaventura Licheri
Bonaventura Licheri (Neoneli, 1667 – 1733) è stato un poeta italiano in lingua sarda. Autore di numerosi componimenti poetici di contenuto religioso e laudi fra cui il Deus ti salvet Maria e Su settenariu pro sa Chida Santa.
Si era formato presso i collegi dei gesuiti della Compagnia di Gesù a Cagliari e a Sassari, e con la Compagnia mantenne continui rapporti. I suoi scritti sono stati ritrovati nel Repertorio dei gosos della confraternita di San Vero Milis e altri scritti erano stati pubblicati nella seconda metà dell'800 da Giovanni Spano.